# 세르히오 카날레스
세르히오 카날레스 마드라소(스페인어: Sergio Canales Madrazo 'serxjo ka'nalez ma'ðɾaθo[*], 1991년 2월 16일, 칸타브리아 지방 산탄데르 ~ )는 스페인의 프로 축구 선수로, 현재 리가 MX의 몬테레이에서 공격형 미드필더로 뛰고 있다.

## 클럽 경력

### 라싱 산탄데르
칸타브리아 지방 산탄데르 출신인 카날레스는 고향 라싱 산탄데르의 유소년 아카데미를 졸업했지만, 카날레스의 선수 지분 절반은 2006년에 페드로 무니티스의 라싱 복귀 조건으로 데포르티보에 매각되었다. 두두 아우아테와 안토니오 토마스도 이 과정에서 매각되었다.
2008년 9월 18일, 그는 핀란드의 홍카와 치른 UEFA컵 경기에서 라싱 1군 신고식을 치렀고, 경기는 1-0 승리로 끝났다. 약 20일 후, 그는 오사수나를 상대로 라 리가 경기에 첫 출전했는데, 이 경기도 1-0 승리로 끝났다.
1군에서 더 많은 기회를 받으면서 카날레스는 2009년 12월 6일, 4-0으로 이긴 에스파뇰과의 원정 경기에서 두 골을 넣었고, 2010년 1월 9일, 라몬 산체스 피스후안에서 벌어진 세비야와의 원정 경기에서도 똑같이 2골을 추가해 최우수 선수로 후자의 경기에서 선정되었다. 그 다음 주, 라싱이 바야돌리드와 안방에서 1-1로 비길 때에도 골을 추가했고, 카날레스는 자신의 첫 시즌을 6골 4도움을 기록했고, 소속 구단은 간신히 강등을 피했다.

### 레알 마드리드

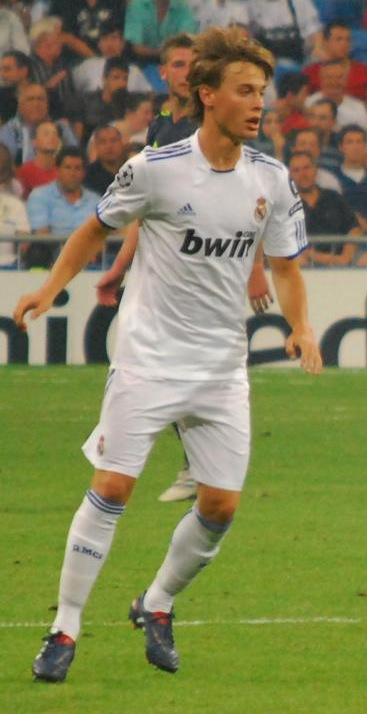
아약스와의 레알 마드리드 UEFA 챔피언스리그 2010-11 경기에 출전한 카날레스

2010년 2월 12일, 레알 마드리드는 다음 발표문을 내놓았다: 
 "레알 마드리드는 세르히오 카날레스 마드라소 선수의 이적을 놓고 합의를 보았다. 계약은 2010년 7월 1일부터 적용될 예정이며, 카날레스는 레알 마드리드 소속으로 6년을 뛸 예정이다."
이적료는 추가 상여금을 제외하고 €4.5M 정도로 추정되었다.
2010년 8월 4일, 카날레스는 3-2로 이긴 클루브 아메리카와의 친선경기에서 레알 마드리드 첫 경기를 치러 첫 골을 올렸다. 8월 29일, 그는 0-0으로 비긴 마요르카와의 경기에서 첫 리그 출전을 기록했다. 그는 마드리드에서의 처음이자 마지막 시즌에 총 518분 출전하는 데 그쳤고, 출전 기록 중에는 우승을 거둔 코파 델 레이 3경기도 포함한다.

### 발렌시아
2011년 8월 4일, 발렌시아는 카날레스가 2년 임대로 구단에 합류할 것임을 발표했다. 그 후, 동지 (Che)는 선수를 구매할 권한도 가져갔다.
카날레스는 10월 1일, 새 소속 구단에서 첫 골을 넣었는데, 발렌시아는 안방에서 그의 골에 힘입어 그라나다를 1-0으로 격파했다. 그 달 말, 그는 아틀레틱 빌바오와의 리그 안방 경기에서 들것에 실려나갔고, 그 다음 날, 무릎 인대가 파열된 것으로 진단되었고, 6달 동안 출전하지 못하게 되었다.
2012년 4월 26일, 복귀 후 아틀레티코 마드리드와 UEFA 유로파리그 준결승 2차전에서 5번째 경기를 치렀는데, 안방에서 0-1로 패한 (합계 2-5로 패한) 이 경기에서 카날레스는 후반이 시작된 지 얼마 지나지 않아 부상이 재발되어 6달 동안 또 출전하지 못하게 되었다.
2012년 7월 19일, 카날레스는 €7.5M에 5년 계약을 맺고 마드리드 동료인 페르난도 가고와 발렌시아로 완전히 이적했다. 머랭 (Merengues)는 이어지는 두 시즌 동안 선수를 재영입할 수 있도록 인수 조항을 붙였다.

### 레알 소시에다드
카날레스는 2013년 12월, 후안 안토니오 피시가 발렌시아 후임 감독을 맡으면서 전력 외로 분류되었다. 이듬해 1월, 그는 같은 라 리가 소속의 레알 소시에다드와 €3.5M에 4년 반 계약을 맺었다.
카날레스는 첫 완전한 시즌에 36경기에 나서 4골을 득점했고, 하양-파랑 군단 (Txuriurdin) 은 시즌을 12위로 마쳤다. 그러나, 2015년 12월 30일, 전 소속 구단인 레알 마드리드와의 원정 경기 전반전에 또다시 무릎 중상을 당했는데, 이번에는 왼쪽이 문제였다.

### 베티스
2018년 7월 3일, 4년 계약을 맺으며 베티스에 입단했다.

## 국가대표팀 경력
2008년, 카날레스는 터키에서 열린 UEFA U-17 축구 선수권 대회에서 스페인 U-17 국가대표팀 우승에 일조했다. 그는 19세의 나이에 U-21 국가대표팀 데뷔전을 치렀고, 처음 두 경기에서 두 골을 기록했다.
이후, 카날레스는 U-19 국가대표팀 일원으로 2009년 UEFA U-19 축구 선수권 대회에 참가할 선수단 명단에 이름을 올렸다. 그 다음 해, 같은 대회에서 자국을 대표로 출전해 결승 진출에 일조했는데, 3-1로 이긴 잉글랜드와의 경기에서 1골도 기록했다.
카날레스는 콜롬비아에서 열린 2011년 FIFA U-20 월드컵에서도 국가대표팀의 5경기 중 4경기 (이 중 선발로 3경기) 출전했지만, 8강에서 승부차기 끝에 탈락했다. 그는 2013년 UEFA U-21 축구 선수권 대회에서 주전으로 출전해 3골을 넣었는데, 2골을 조지아를 상대로 넣었다. 덴마크와의 플레이오프전에 결장한 그는 이스라엘에서 열린 대회 본선에 참가할 선수단 명단에 이름을 올렸으나, 러시아와의 첫 조별 리그 경기에서 부상을 당해 빠졌고, 스페인은 그 없이 우승을 차지했다.

## 사생활
카날레스의 사촌동생 보르하 도칼도 축구인이다.

## 클럽 통계
2015년 12월 31일 기준
| 클럽            | 시즌      | 리그 | 리그 | 리그 | 컵   | 컵 | 컵   | 유럽 | 유럽 | 유럽 | 합계 | 합계 | 합계 |
| 클럽            | 시즌      | 출장 | 골   | 도움 | 출장 | 골 | 도움 | 출장 | 골   | 도움 | 출장 | 골   | 도움 |
| --------------- | --------- | ---- | ---- | ---- | ---- | -- | ---- | ---- | ---- | ---- | ---- | ---- | ---- |
| 라싱 산탄데르   | 2008–09   | 6    | 0    | 1    | 1    | 0  | 0    | 1    | 0    | 0    | 8    | 0    | 1    |
| 라싱 산탄데르   | 2009–10   | 26   | 6    | 4    | 5    | 1  | 1    | —    | —    | —    | 31   | 7    | 5    |
| 라싱 산탄데르   | 합계      | 32   | 6    | 5    | 6    | 1  | 1    | 1    | 0    | 0    | 39   | 7    | 6    |
| 레알 마드리드   | 2010–11   | 10   | 0    | 1    | 3    | 0  | 0    | 2    | 0    | 0    | 15   | 0    | 1    |
| 레알 마드리드   | 합계      | 10   | 0    | 1    | 3    | 0  | 0    | 2    | 0    | 0    | 15   | 0    | 1    |
| 발렌시아        | 2011–12   | 11   | 1    | 2    | 0    | 0  | 0    | 4    | 0    | 0    | 15   | 1    | 2    |
| 발렌시아        | 2012–13   | 13   | 2    | 2    | 1    | 0  | 0    | 1    | 0    | 0    | 15   | 2    | 2    |
| 발렌시아        | 2013–14   | 19   | 0    | 1    | 3    | 0  | 0    | 5    | 2    | 0    | 27   | 2    | 1    |
| 발렌시아        | 합계      | 43   | 3    | 5    | 4    | 0  | 0    | 10   | 2    | 0    | 57   | 5    | 3    |
| 레알 소시에다드 | 2013–14   | 16   | 2    | 2    | 2    | 0  | 0    | —    | —    | —    | 18   | 2    | 2    |
| 레알 소시에다드 | 2014–15   | 36   | 4    | 3    | 3    | 0  | 0    | 4    | 1    | 0    | 43   | 5    | 3    |
| 레알 소시에다드 | 2015–16   | 16   | 0    | 2    | 1    | 0  | 0    | 0    | 0    | 0    | 18   | 1    | 0    |
| 레알 소시에다드 | 합계      | 68   | 6    | 7    | 7    | 1  | 0    | 4    | 1    | 0    | 79   | 8    | 5    |
| 경력 합계       | 경력 합계 | 153  | 15   | 16   | 20   | 3  | 2    | 17   | 3    | 0    | 190  | 21   | 18   |

## 수상

### 클럽
레알 마드리드
- 코파 델 레이: 2010–11

### 국가대표팀
스페인 U-17
- UEFA U-17 축구 선수권 대회: 2008

스페인 U-21
- UEFA U-21 축구 선수권 대회: 2013